# 塩竈市立玉川中学校
塩竈市立玉川中学校（しおがましりつ たまがわちゅうがっこう）は、宮城県塩竈市権現堂にある公立中学校。

## 基本目標
自ら学び，　心豊かな，　心身共にたくましい生徒の育成

## 沿革
- 1961年（昭和36年）5月1日 - 塩竈市立第一中学校玉川分校として開校
- 1962年（昭和37年）4月1日 - 第一中学校から分離開校
- 1978年（昭和53年）8月 - 現在地に新校舎完成

## 学区
- 塩竈市立月見ケ丘小学校学区及び塩竈市立玉川小学校学区[2]

## 所在地
- 宮城県塩竈市権現堂19-1